# Chiesa di Santa Maria Assunta a Puglia
La chiesa di Santa Maria Assunta a Puglia è una chiesa di Arezzo che si trova in località Puglia.

## Storia e descrizione
Nel 1095 la chiesa, di origine altomedievale, risultava dipendente dalla pieve di San Paolo. A questi anni risale il rifacimento romanico dell'edificio, documentato anche dalla data 1109 presente nelle campane che, ancora conservate, sono da ritenersi le più antiche della diocesi aretina. L'edificio è ad un'unica navata con copertura a capriate. All'interno sono conservate tele seicentesche di ambito aretino.